# Alessandro Toeschi
Alessandro Toeschi, né avant 1700 à Rome en Italie et mort le 15 octobre 1758 à Mannheim dans le Palatinat du Rhin, est un compositeur italien de musique baroque qui fut essentiellement actif en Allemagne.

## Biographie
Alessandro Toeschi, né avant 1700 à Rome en Italie, est issu d'une ancienne famille noble italienne, qui portait le nom de Toëscha della Castella Monte. Son père était chambellan du Duc de Gravina et du Prince Orsini. 
Très jeune, Alessandro se rend en Angleterre, puis en Allemagne, où il trouve un emploi de musicien de cour auprès du landgrave Ernest-Louis de Hesse-Darmstadt de 1719 à 1724.
En 1725, il devient second violoniste à la cour de Württemberg sous la direction de Giuseppe Antonio Brescianello : à partir de ce moment-là, il est appelé Toeschi.
À partir de 1741, Toeschi est premier violon sous la direction de Johann Stamitz à l'orchestre de la cour de Mannheim. En 1756, il y est nommé directeur instrumental de la musique sacrée.
Il meurt le 15 octobre 1758 à Mannheim dans le Palatinat du Rhin.

## Descendance
Son fils Carl Joseph Toeschi (1731-1788) était, avec Christian Cannabich, le premier violon de l'orchestre de Mannheim et un représentant de la deuxième génération de compositeurs de Mannheim. 
Sa fille Barbara Toeschi (1733-1763) devint danseuse à Mannheim et épousa le violoncelliste italien Innocenz Danzi, dont les enfants furent la chanteuse Franziska Lebrun et le compositeur Franz Danzi.

## Œuvre
Les quelques œuvres de Toeschi qui subsistent sont étroitement liées au baroque italien. Le concerto pour 2 violons et cordes est influencé par Antonio Vivaldi, temporairement au service d'un frère du landgrave Ernest-Louis, le margrave Philippe de Hesse-Darmstadt, qui était gouverneur de Mantoue.